# André Mollet (jardinier)
Pour les articles homonymes, voir André Mollet et Mollet (homonymie).
André Mollet est un jardinier, dessinateur de jardins et théoricien français, ayant travaillé en France, en Angleterre, dans les Provinces-Unies et en Suède, né vers 1600, et mort à Londres le 7 juin 1665.

## Biographie
Il est le troisième fils de Claude Mollet, premier jardinier du roi sous les règnes de Henri IV et Louis XIII, et de Claude de Martigny, petit-fils de Jacques Mollet, jardinier au château d’Anet. Une grande partie de carrière s’est déroulée hors de France.
Vers 1629, il part travailler en Angleterre à la demande de la reine Henriette Marie, fille de Henri IV et de Marie de Médicis, épouse de Charles Ier.
Il entre ensuite, en 1633, au service du stathouder Frédéric-Henri de Nassau, prince d’Orange, notamment pour le jardin de Honselaarsdijk près de La Haye.
Après un retour en France en 1635, il se rend à nouveau en Angleterre et intervient à Wimbledon Manor pour Henriette-Marie en 1641-1642, mais la guerre civile anglaise l’oblige bientôt à regagner la France.
La reine Christine de Suède l’appelle alors à Stockholm en 1648, où l’accompagne son fils Jean. Il travaille notamment au jardin royal (Kungsträdgården), rénove les anciens jardins de la Houblonnière (Humlegården) et dessine des jardins, en fournissant également des plantes, pour des membres importants de la cour suédoise. C’est à Stockholm que paraît en 1651 son traité, Le Jardin de plaisir. Il quitte la Suède à la fin de l’été 1653.
On le retrouve en Angleterre à partir de 1658 ; le roi Charles nomme en 1661 André et son neveu Gabriel (fils de Claude II Mollet) jardiniers pour les nouvelles plantations de St James's Park. André Mollet meurt à Londres le 7 juin 1665, probablement victime de la peste.
Il s'est marié en avril 1644 avec Marthe Aucher.

## Œuvres
Il est l’auteur d’un traité publié en 1651 à Stockholm, par l’imprimeur libraire Henrich Keyser, en trois éditions simultanées : en français (Le Jardin de plaisir), en allemand (Der Lust Gartten) et en suédois (Lustgård), accompagné de trente gravures. Ce livre traite des végétaux à mettre en œuvre et expose surtout, dans son dernier chapitre, les principes de composition spatiale des jardins, basés sur la géométrie et l'axialité. Deux modèles de jardins « idéaux » constituent les premiers plans d’ensemble de jardins publiés dans un traité. Le reste des planches illustrent les différents éléments qui peuvent prendre place dans cette distribution : parterres de buis en broderie, parterres à compartiments de gazon, bosquets agrémentés de salles et de cabinets, labyrinthes.
Cet ouvrage, aujourd'hui considéré comme un « document majeur sur les relations internationales qui se tissèrent, en matière d’art des jardins, dans l’Europe du deuxième quart du XVIIe siècle », a donné lieu aux éditions suivantes :
- Le jardin de plaisir, contenant plusieurs desseins de jardinage tant parterres en broderie, compartiments de gazon, que bosquets, et autres..., Stockholm, Henrich Keyser, 1651 (édition princeps : lire en ligne)
- The Garden of Pleasure, Londres, John Martyn, 1670 (version anglaise, avec un texte abrégé mais de nouvelles planches, parue cinq ans après la mort de l'auteur).
- Le Jardin de plaisir, postface de Michel Conan, Paris, Éditions du Moniteur, 1981 (adaptation en français contemporain de l'édition de 1651).
- André Mollet, Le Jardin de Plaisir. Der Lust Gartten. Lustgård, introduction et commentaires par Anna Jakobson, Göran Lindhal, Kjell Lundquist et Åke Nisbeth, Uppsala, Gyllene Snittet, 2 vol., 2006-2007 (fac-similés des éditions française, allemande et suédoise de 1651 et de l'édition anglaise de 1670, accompagnés d'une série de commentaires).

## Généalogie simplifiée
Les généalogies de la famille Mollet données dans les livres de Dominique Garrigues, Jardins et jardiniers de Versailles au grand siècle, p. 309-310, et de Patricia Bouchenot-Déchin, André Le Nôtre, sont différentes. Le début de l'arbre proposé est celui de Dominique Garrigues, la fin, celui de Patricia Bouchenot-Déchin.
|  |  |  |  |                                                             |                                                             |                                                             |                                                             | | | | | | |                                                                       |                                                                       |                                                                       |                                                                       |                                                                       |                                                                       |                                                                    |                                                                    |                                                                    |                                                                    |                                                                    |                                                                    |                                                                 |                                                                 |                                                                 |                                                                 |                                                                 |                                                                 |                                 |                                 |  |  | Jean I Mollet laboureur                                                                |                                                                                        |                                                                                        |                                                                                        |                                                                                        |                                                                                        |  |  |  |  |                                                           |                                                           |                                                           |                                                           |                                                           |                                                           |                                                                  |                                                                  |                                                                  |                                                                  |                                                                  |                                                                  |  |  |  |  |  |  |  |  |  |  |                              |                              |                              |                              |                              |                              |  |  |  |  |  |  |
|  |  |  |  |                                                             |                                                             |                                                             |                                                             | | | | | | |                                                                       |                                                                       |                                                                       |                                                                       |                                                                       |                                                                       |                                                                    |                                                                    |                                                                    |                                                                    |                                                                    |                                                                    |                                                                 |                                                                 |                                                                 |                                                                 |                                                                 |                                                                 |                                 |                                 |  |  |                                                                                        |                                                                                        |                                                                                        |                                                                                        |                                                                                        |                                                                                        |  |  |  |  |                                                           |                                                           |                                                           |                                                           |                                                           |                                                           |                                                                  |                                                                  |                                                                  |                                                                  |                                                                  |                                                                  |  |  |  |  |  |  |  |  |  |  |                              |                              |                              |                              |                              |                              |  |  |  |  |  |  |
|  |  |  |  |                                                             |                                                             |                                                             |                                                             | | | | | | |                                                                       |                                                                       |                                                                       |                                                                       |                                                                       |                                                                       |                                                                    |                                                                    |                                                                    |                                                                    |                                                                    |                                                                    |                                                                 |                                                                 |                                                                 |                                                                 |                                                                 |                                                                 |                                 |                                 |  |  | Jacques I Mollet jardinier du duc d'Aumale                                             |                                                                                        |                                                                                        |                                                                                        |                                                                                        |                                                                                        |  |  |  |  |                                                           |                                                           |                                                           |                                                           |                                                           |                                                           |                                                                  |                                                                  |                                                                  |                                                                  |                                                                  |                                                                  |  |  |  |  |  |  |  |  |  |  |                              |                              |                              |                              |                              |                              |  |  |  |  |  |  |
|  |  |  |  |                                                             |                                                             |                                                             |                                                             | | | | | | |                                                                       |                                                                       |                                                                       |                                                                       |                                                                       |                                                                       |                                                                    |                                                                    |                                                                    |                                                                    |                                                                    |                                                                    |                                                                 |                                                                 |                                                                 |                                                                 |                                                                 |                                                                 |                                 |                                 |  |  |                                                                                        |                                                                                        |                                                                                        |                                                                                        |                                                                                        |                                                                                        |  |  |  |  |                                                           |                                                           |                                                           |                                                           |                                                           |                                                           |                                                                  |                                                                  |                                                                  |                                                                  |                                                                  |                                                                  |  |  |  |  |  |  |  |  |  |  |                              |                              |                              |                              |                              |                              |  |  |  |  |  |  |
|  |  |  |  |                                                             |                                                             |                                                             |                                                             | | | | | | |                                                                       |                                                                       |                                                                       |                                                                       |                                                                       |                                                                       |                                                                    |                                                                    |                                                                    |                                                                    |                                                                    |                                                                    |                                                                 |                                                                 |                                                                 |                                                                 |                                                                 |                                                                 |                                 |                                 |  |  | Claude I Mollet (1557-1647) premier jardinier du roi                                   |                                                                                        |                                                                                        |                                                                                        |                                                                                        |                                                                                        |  |  |  |  |                                                           |                                                           |                                                           |                                                           |                                                           |                                                           |                                                                  |                                                                  |                                                                  |                                                                  |                                                                  |                                                                  |  |  |  |  |  |  |  |  |  |  |                              |                              |                              |                              |                              |                              |  |  |  |  |  |  |
|  |  |  |  |                                                             |                                                             |                                                             |                                                             | | | | | | |                                                                       |                                                                       |                                                                       |                                                                       |                                                                       |                                                                       |                                                                    |                                                                    |                                                                    |                                                                    |                                                                    |                                                                    |                                                                 |                                                                 |                                                                 |                                                                 |                                                                 |                                                                 |                                 |                                 |  |  |                                                                                        |                                                                                        |                                                                                        |                                                                                        |                                                                                        |                                                                                        |  |  |  |  |                                                           |                                                           |                                                           |                                                           |                                                           |                                                           |                                                                  |                                                                  |                                                                  |                                                                  |                                                                  |                                                                  |  |  |  |  |  |  |  |  |  |  |                              |                              |                              |                              |                              |                              |  |  |  |  |  |  |
|  |  |  |  |                                                             |                                                             |                                                             |                                                             | | | | | | |                                                                       |                                                                       |                                                                       |                                                                       |                                                                       |                                                                       |                                                                    |                                                                    |                                                                    |                                                                    |                                                                    |                                                                    |                                                                 |                                                                 |                                                                 |                                                                 |                                                                 |                                                                 |                                 |                                 |  |  |                                                                                        |                                                                                        |                                                                                        |                                                                                        |                                                                                        |                                                                                        |  |  |  |  |                                                           |                                                           |                                                           |                                                           |                                                           |                                                           |                                                                  |                                                                  |                                                                  |                                                                  |                                                                  |                                                                  |  |  |  |  |  |  |  |  |  |  |                              |                              |                              |                              |                              |                              |  |  |  |  |  |  |
|  |  |  |  | Pierre Mollet (vers 1595-1660) jardinier aux Tuileries      | Pierre Mollet (vers 1595-1660) jardinier aux Tuileries      | Pierre Mollet (vers 1595-1660) jardinier aux Tuileries      | Pierre Mollet (vers 1595-1660) jardinier aux Tuileries      | Pierre Mollet (vers 1595-1660) jardinier aux Tuileries                                                | Pierre Mollet (vers 1595-1660) jardinier aux Tuileries                                                | | | | |                                                                       |                                                                       |                                                                       |                                                                       |                                                                       |                                                                       | Claude II Mollet (mort en septembre 1664) premier jardinier du roi | Claude II Mollet (mort en septembre 1664) premier jardinier du roi | Claude II Mollet (mort en septembre 1664) premier jardinier du roi | Claude II Mollet (mort en septembre 1664) premier jardinier du roi | Claude II Mollet (mort en septembre 1664) premier jardinier du roi | Claude II Mollet (mort en septembre 1664) premier jardinier du roi |                                                                 |                                                                 |                                                                 |                                                                 |                                                                 |                                                                 |                                 |                                 |  |  | André Mollet (vers 1600-1665) jardinier du roi au Louvre et aux Tuileries              | André Mollet (vers 1600-1665) jardinier du roi au Louvre et aux Tuileries              | André Mollet (vers 1600-1665) jardinier du roi au Louvre et aux Tuileries              | André Mollet (vers 1600-1665) jardinier du roi au Louvre et aux Tuileries              | André Mollet (vers 1600-1665) jardinier du roi au Louvre et aux Tuileries              | André Mollet (vers 1600-1665) jardinier du roi au Louvre et aux Tuileries              |  |  |  |  |                                                           |                                                           |                                                           |                                                           |                                                           |                                                           | Jacques 2 Mollet (mort en 1622) jardinier du roi à Fontainebleau | Jacques 2 Mollet (mort en 1622) jardinier du roi à Fontainebleau | Jacques 2 Mollet (mort en 1622) jardinier du roi à Fontainebleau | Jacques 2 Mollet (mort en 1622) jardinier du roi à Fontainebleau | Jacques 2 Mollet (mort en 1622) jardinier du roi à Fontainebleau | Jacques 2 Mollet (mort en 1622) jardinier du roi à Fontainebleau |  |  |  |  |  |  |  |  |  |  | Noël Mollet jardinier du roi | Noël Mollet jardinier du roi | Noël Mollet jardinier du roi | Noël Mollet jardinier du roi | Noël Mollet jardinier du roi | Noël Mollet jardinier du roi |  |  |  |  |  |  |
|  |  |  |  | Pierre Mollet (vers 1595-1660) jardinier aux Tuileries      | Pierre Mollet (vers 1595-1660) jardinier aux Tuileries      | Pierre Mollet (vers 1595-1660) jardinier aux Tuileries      | Pierre Mollet (vers 1595-1660) jardinier aux Tuileries      | Pierre Mollet (vers 1595-1660) jardinier aux Tuileries                                                | Pierre Mollet (vers 1595-1660) jardinier aux Tuileries                                                | | | | |                                                                       |                                                                       |                                                                       |                                                                       |                                                                       |                                                                       | Claude II Mollet (mort en septembre 1664) premier jardinier du roi | Claude II Mollet (mort en septembre 1664) premier jardinier du roi | Claude II Mollet (mort en septembre 1664) premier jardinier du roi | Claude II Mollet (mort en septembre 1664) premier jardinier du roi | Claude II Mollet (mort en septembre 1664) premier jardinier du roi | Claude II Mollet (mort en septembre 1664) premier jardinier du roi |                                                                 |                                                                 |                                                                 |                                                                 |                                                                 |                                                                 |                                 |                                 |  |  | André Mollet (vers 1600-1665) jardinier du roi au Louvre et aux Tuileries              | André Mollet (vers 1600-1665) jardinier du roi au Louvre et aux Tuileries              | André Mollet (vers 1600-1665) jardinier du roi au Louvre et aux Tuileries              | André Mollet (vers 1600-1665) jardinier du roi au Louvre et aux Tuileries              | André Mollet (vers 1600-1665) jardinier du roi au Louvre et aux Tuileries              | André Mollet (vers 1600-1665) jardinier du roi au Louvre et aux Tuileries              |  |  |  |  |                                                           |                                                           |                                                           |                                                           |                                                           |                                                           | Jacques 2 Mollet (mort en 1622) jardinier du roi à Fontainebleau | Jacques 2 Mollet (mort en 1622) jardinier du roi à Fontainebleau | Jacques 2 Mollet (mort en 1622) jardinier du roi à Fontainebleau | Jacques 2 Mollet (mort en 1622) jardinier du roi à Fontainebleau | Jacques 2 Mollet (mort en 1622) jardinier du roi à Fontainebleau | Jacques 2 Mollet (mort en 1622) jardinier du roi à Fontainebleau |  |  |  |  |  |  |  |  |  |  | Noël Mollet jardinier du roi | Noël Mollet jardinier du roi | Noël Mollet jardinier du roi | Noël Mollet jardinier du roi | Noël Mollet jardinier du roi | Noël Mollet jardinier du roi |  |  |  |  |  |  |
|  |  |  |  |                                                             |                                                             |                                                             |                                                             | | | | | | |                                                                       |                                                                       |                                                                       |                                                                       |                                                                       |                                                                       |                                                                    |                                                                    |                                                                    |                                                                    |                                                                    |                                                                    |                                                                 |                                                                 |                                                                 |                                                                 |                                                                 |                                                                 |                                 |                                 |  |  |                                                                                        |                                                                                        |                                                                                        |                                                                                        |                                                                                        |                                                                                        |  |  |  |  |                                                           |                                                           |                                                           |                                                           |                                                           |                                                           |                                                                  |                                                                  |                                                                  |                                                                  |                                                                  |                                                                  |  |  |  |  |  |  |  |  |  |  |                              |                              |                              |                              |                              |                              |  |  |  |  |  |  |
|  |  |  |  | Suzanne Mollet                                              | Suzanne Mollet                                              | Suzanne Mollet                                              | Suzanne Mollet                                              | Suzanne Mollet                                                                                        | Suzanne Mollet                                                                                        | | | | | Charles Mollet (mort en 1693) jardinier au Louvre                     | Charles Mollet (mort en 1693) jardinier au Louvre                     | Charles Mollet (mort en 1693) jardinier au Louvre                     | Charles Mollet (mort en 1693) jardinier au Louvre                     | Charles Mollet (mort en 1693) jardinier au Louvre                     | Charles Mollet (mort en 1693) jardinier au Louvre                     |                                                                    |                                                                    |                                                                    |                                                                    |                                                                    |                                                                    | Gabriel Mollet (mort vers 1662) assiste son oncle en Angleterre | Gabriel Mollet (mort vers 1662) assiste son oncle en Angleterre | Gabriel Mollet (mort vers 1662) assiste son oncle en Angleterre | Gabriel Mollet (mort vers 1662) assiste son oncle en Angleterre | Gabriel Mollet (mort vers 1662) assiste son oncle en Angleterre | Gabriel Mollet (mort vers 1662) assiste son oncle en Angleterre |                                 |                                 |  |  | Jean II Mollet Jardinier, succède à son père en Suède                                  | Jean II Mollet Jardinier, succède à son père en Suède                                  | Jean II Mollet Jardinier, succède à son père en Suède                                  | Jean II Mollet Jardinier, succède à son père en Suède                                  | Jean II Mollet Jardinier, succède à son père en Suède                                  | Jean II Mollet Jardinier, succède à son père en Suède                                  |  |  |  |  |                                                           |                                                           |                                                           |                                                           |                                                           |                                                           |                                                                  |                                                                  |                                                                  |                                                                  |                                                                  |                                                                  |  |  |  |  |  |  |  |  |  |  |                              |                              |                              |                              |                              |                              |  |  |  |  |  |  |
|  |  |  |  | Suzanne Mollet                                              | Suzanne Mollet                                              | Suzanne Mollet                                              | Suzanne Mollet                                              | Suzanne Mollet                                                                                        | Suzanne Mollet                                                                                        | | | | | Charles Mollet (mort en 1693) jardinier au Louvre                     | Charles Mollet (mort en 1693) jardinier au Louvre                     | Charles Mollet (mort en 1693) jardinier au Louvre                     | Charles Mollet (mort en 1693) jardinier au Louvre                     | Charles Mollet (mort en 1693) jardinier au Louvre                     | Charles Mollet (mort en 1693) jardinier au Louvre                     |                                                                    |                                                                    |                                                                    |                                                                    |                                                                    |                                                                    | Gabriel Mollet (mort vers 1662) assiste son oncle en Angleterre | Gabriel Mollet (mort vers 1662) assiste son oncle en Angleterre | Gabriel Mollet (mort vers 1662) assiste son oncle en Angleterre | Gabriel Mollet (mort vers 1662) assiste son oncle en Angleterre | Gabriel Mollet (mort vers 1662) assiste son oncle en Angleterre | Gabriel Mollet (mort vers 1662) assiste son oncle en Angleterre |                                 |                                 |  |  | Jean II Mollet Jardinier, succède à son père en Suède                                  | Jean II Mollet Jardinier, succède à son père en Suède                                  | Jean II Mollet Jardinier, succède à son père en Suède                                  | Jean II Mollet Jardinier, succède à son père en Suède                                  | Jean II Mollet Jardinier, succède à son père en Suède                                  | Jean II Mollet Jardinier, succède à son père en Suède                                  |  |  |  |  |                                                           |                                                           |                                                           |                                                           |                                                           |                                                           |                                                                  |                                                                  |                                                                  |                                                                  |                                                                  |                                                                  |  |  |  |  |  |  |  |  |  |  |                              |                              |                              |                              |                              |                              |  |  |  |  |  |  |
|  |  |  |  |                                                             |                                                             |                                                             |                                                             | | | | | | |                                                                       |                                                                       |                                                                       |                                                                       |                                                                       |                                                                       |                                                                    |                                                                    |                                                                    |                                                                    |                                                                    |                                                                    |                                                                 |                                                                 |                                                                 |                                                                 |                                                                 |                                                                 |                                 |                                 |  |  |                                                                                        |                                                                                        |                                                                                        |                                                                                        |                                                                                        |                                                                                        |  |  |  |  |                                                           |                                                           |                                                           |                                                           |                                                           |                                                           |                                                                  |                                                                  |                                                                  |                                                                  |                                                                  |                                                                  |  |  |  |  |  |  |  |  |  |  |                              |                              |                              |                              |                              |                              |  |  |  |  |  |  |
|  |  |  |  | Armand Mollet (mort en 1742)                                | Armand Mollet (mort en 1742)                                | Armand Mollet (mort en 1742)                                | Armand Mollet (mort en 1742)                                | Armand Mollet (mort en 1742)                                                                          | Armand Mollet (mort en 1742)                                                                          | | | | | Armand Claude Mollet dessinateur des jardins di roi Architecte du roi | Armand Claude Mollet dessinateur des jardins di roi Architecte du roi | Armand Claude Mollet dessinateur des jardins di roi Architecte du roi | Armand Claude Mollet dessinateur des jardins di roi Architecte du roi | Armand Claude Mollet dessinateur des jardins di roi Architecte du roi | Armand Claude Mollet dessinateur des jardins di roi Architecte du roi |                                                                    |                                                                    |                                                                    |                                                                    |                                                                    |                                                                    | Armand-Louis Mollet                                             | Armand-Louis Mollet                                             | Armand-Louis Mollet                                             | Armand-Louis Mollet                                             | Armand-Louis Mollet                                             | Armand-Louis Mollet                                             |                                 |                                 |  |  | Jean-François Mollet Jardinier du roi au Petit jardin de la Reine au Louvre            | Jean-François Mollet Jardinier du roi au Petit jardin de la Reine au Louvre            | Jean-François Mollet Jardinier du roi au Petit jardin de la Reine au Louvre            | Jean-François Mollet Jardinier du roi au Petit jardin de la Reine au Louvre            | Jean-François Mollet Jardinier du roi au Petit jardin de la Reine au Louvre            | Jean-François Mollet Jardinier du roi au Petit jardin de la Reine au Louvre            |  |  |  |  |                                                           |                                                           |                                                           |                                                           |                                                           |                                                           |                                                                  |                                                                  |                                                                  |                                                                  |                                                                  |                                                                  |  |  |  |  |  |  |  |  |  |  |                              |                              |                              |                              |                              |                              |  |  |  |  |  |  |
|  |  |  |  | Armand Mollet (mort en 1742)                                | Armand Mollet (mort en 1742)                                | Armand Mollet (mort en 1742)                                | Armand Mollet (mort en 1742)                                | Armand Mollet (mort en 1742)                                                                          | Armand Mollet (mort en 1742)                                                                          | | | | | Armand Claude Mollet dessinateur des jardins di roi Architecte du roi | Armand Claude Mollet dessinateur des jardins di roi Architecte du roi | Armand Claude Mollet dessinateur des jardins di roi Architecte du roi | Armand Claude Mollet dessinateur des jardins di roi Architecte du roi | Armand Claude Mollet dessinateur des jardins di roi Architecte du roi | Armand Claude Mollet dessinateur des jardins di roi Architecte du roi |                                                                    |                                                                    |                                                                    |                                                                    |                                                                    |                                                                    | Armand-Louis Mollet                                             | Armand-Louis Mollet                                             | Armand-Louis Mollet                                             | Armand-Louis Mollet                                             | Armand-Louis Mollet                                             | Armand-Louis Mollet                                             |                                 |                                 |  |  | Jean-François Mollet Jardinier du roi au Petit jardin de la Reine au Louvre            | Jean-François Mollet Jardinier du roi au Petit jardin de la Reine au Louvre            | Jean-François Mollet Jardinier du roi au Petit jardin de la Reine au Louvre            | Jean-François Mollet Jardinier du roi au Petit jardin de la Reine au Louvre            | Jean-François Mollet Jardinier du roi au Petit jardin de la Reine au Louvre            | Jean-François Mollet Jardinier du roi au Petit jardin de la Reine au Louvre            |  |  |  |  |                                                           |                                                           |                                                           |                                                           |                                                           |                                                           |                                                                  |                                                                  |                                                                  |                                                                  |                                                                  |                                                                  |  |  |  |  |  |  |  |  |  |  |                              |                              |                              |                              |                              |                              |  |  |  |  |  |  |
|  |  |  |  |                                                             |                                                             |                                                             |                                                             | | | | | | |                                                                       |                                                                       |                                                                       |                                                                       |                                                                       |                                                                       |                                                                    |                                                                    |                                                                    |                                                                    |                                                                    |                                                                    |                                                                 |                                                                 |                                                                 |                                                                 |                                                                 |                                                                 |                                 |                                 |  |  |                                                                                        |                                                                                        |                                                                                        |                                                                                        |                                                                                        |                                                                                        |  |  |  |  |                                                           |                                                           |                                                           |                                                           |                                                           |                                                           |                                                                  |                                                                  |                                                                  |                                                                  |                                                                  |                                                                  |  |  |  |  |  |  |  |  |  |  |                              |                              |                              |                              |                              |                              |  |  |  |  |  |  |
|  |  |  |  | André-Armand Mollet (vers 1692-1719/1720) Architecte du roi | André-Armand Mollet (vers 1692-1719/1720) Architecte du roi | André-Armand Mollet (vers 1692-1719/1720) Architecte du roi | André-Armand Mollet (vers 1692-1719/1720) Architecte du roi | André-Armand Mollet (vers 1692-1719/1720) Architecte du roi                                           | André-Armand Mollet (vers 1692-1719/1720) Architecte du roi                                           | | | | | Louis-François Mollet (1695-1757) Architecte du roi                   | Louis-François Mollet (1695-1757) Architecte du roi                   | Louis-François Mollet (1695-1757) Architecte du roi                   | Louis-François Mollet (1695-1757) Architecte du roi                   | Louis-François Mollet (1695-1757) Architecte du roi                   | Louis-François Mollet (1695-1757) Architecte du roi                   |                                                                    |                                                                    |                                                                    |                                                                    |                                                                    |                                                                    | Armand-Robert Mollet Écuyer Abbé                                | Armand-Robert Mollet Écuyer Abbé                                | Armand-Robert Mollet Écuyer Abbé                                | Armand-Robert Mollet Écuyer Abbé                                | Armand-Robert Mollet Écuyer Abbé                                | Armand-Robert Mollet Écuyer Abbé                                |                                 |                                 |  |  | Nicolas de Mollet (mort en 1769) écuyer, bachelier en théologie de la faculté de Paris | Nicolas de Mollet (mort en 1769) écuyer, bachelier en théologie de la faculté de Paris | Nicolas de Mollet (mort en 1769) écuyer, bachelier en théologie de la faculté de Paris | Nicolas de Mollet (mort en 1769) écuyer, bachelier en théologie de la faculté de Paris | Nicolas de Mollet (mort en 1769) écuyer, bachelier en théologie de la faculté de Paris | Nicolas de Mollet (mort en 1769) écuyer, bachelier en théologie de la faculté de Paris |  |  |  |  | Mathieu Mollet (1705-an IV) Écuyer, gentilhomme ordinaire | Mathieu Mollet (1705-an IV) Écuyer, gentilhomme ordinaire | Mathieu Mollet (1705-an IV) Écuyer, gentilhomme ordinaire | Mathieu Mollet (1705-an IV) Écuyer, gentilhomme ordinaire | Mathieu Mollet (1705-an IV) Écuyer, gentilhomme ordinaire | Mathieu Mollet (1705-an IV) Écuyer, gentilhomme ordinaire |                                                                  |                                                                  |                                                                  |                                                                  |                                                                  |                                                                  |  |  |  |  |  |  |  |  |  |  |                              |                              |                              |                              |                              |                              |  |  |  |  |  |  |
|  |  |  |  | André-Armand Mollet (vers 1692-1719/1720) Architecte du roi | André-Armand Mollet (vers 1692-1719/1720) Architecte du roi | André-Armand Mollet (vers 1692-1719/1720) Architecte du roi | André-Armand Mollet (vers 1692-1719/1720) Architecte du roi | André-Armand Mollet (vers 1692-1719/1720) Architecte du roi                                           | André-Armand Mollet (vers 1692-1719/1720) Architecte du roi                                           | | | | | Louis-François Mollet (1695-1757) Architecte du roi                   | Louis-François Mollet (1695-1757) Architecte du roi                   | Louis-François Mollet (1695-1757) Architecte du roi                   | Louis-François Mollet (1695-1757) Architecte du roi                   | Louis-François Mollet (1695-1757) Architecte du roi                   | Louis-François Mollet (1695-1757) Architecte du roi                   |                                                                    |                                                                    |                                                                    |                                                                    |                                                                    |                                                                    | Armand-Robert Mollet Écuyer Abbé                                | Armand-Robert Mollet Écuyer Abbé                                | Armand-Robert Mollet Écuyer Abbé                                | Armand-Robert Mollet Écuyer Abbé                                | Armand-Robert Mollet Écuyer Abbé                                | Armand-Robert Mollet Écuyer Abbé                                |                                 |                                 |  |  | Nicolas de Mollet (mort en 1769) écuyer, bachelier en théologie de la faculté de Paris | Nicolas de Mollet (mort en 1769) écuyer, bachelier en théologie de la faculté de Paris | Nicolas de Mollet (mort en 1769) écuyer, bachelier en théologie de la faculté de Paris | Nicolas de Mollet (mort en 1769) écuyer, bachelier en théologie de la faculté de Paris | Nicolas de Mollet (mort en 1769) écuyer, bachelier en théologie de la faculté de Paris | Nicolas de Mollet (mort en 1769) écuyer, bachelier en théologie de la faculté de Paris |  |  |  |  | Mathieu Mollet (1705-an IV) Écuyer, gentilhomme ordinaire | Mathieu Mollet (1705-an IV) Écuyer, gentilhomme ordinaire | Mathieu Mollet (1705-an IV) Écuyer, gentilhomme ordinaire | Mathieu Mollet (1705-an IV) Écuyer, gentilhomme ordinaire | Mathieu Mollet (1705-an IV) Écuyer, gentilhomme ordinaire | Mathieu Mollet (1705-an IV) Écuyer, gentilhomme ordinaire |                                                                  |                                                                  |                                                                  |                                                                  |                                                                  |                                                                  |  |  |  |  |  |  |  |  |  |  |                              |                              |                              |                              |                              |                              |  |  |  |  |  |  |
|  |  |  |  |                                                             |                                                             |                                                             |                                                             | | | | | | |                                                                       |                                                                       |                                                                       |                                                                       |                                                                       |                                                                       |                                                                    |                                                                    |                                                                    |                                                                    |                                                                    |                                                                    |                                                                 |                                                                 |                                                                 |                                                                 |                                                                 |                                                                 |                                 |                                 |  |  |                                                                                        |                                                                                        |                                                                                        |                                                                                        |                                                                                        |                                                                                        |  |  |  |  |                                                           |                                                           |                                                           |                                                           |                                                           |                                                           |                                                                  |                                                                  |                                                                  |                                                                  |                                                                  |                                                                  |  |  |  |  |  |  |  |  |  |  |                              |                              |                              |                              |                              |                              |  |  |  |  |  |  |
|  |  |  |  |                                                             |                                                             |                                                             |                                                             | Armand-Louis de Mollet Écuyer, contrôleur général des bâtiments du roi au château de Monceaux en 1758 | Armand-Louis de Mollet Écuyer, contrôleur général des bâtiments du roi au château de Monceaux en 1758 | Armand-Louis de Mollet Écuyer, contrôleur général des bâtiments du roi au château de Monceaux en 1758 | Armand-Louis de Mollet Écuyer, contrôleur général des bâtiments du roi au château de Monceaux en 1758 | Armand-Louis de Mollet Écuyer, contrôleur général des bâtiments du roi au château de Monceaux en 1758 | Armand-Louis de Mollet Écuyer, contrôleur général des bâtiments du roi au château de Monceaux en 1758 |                                                                       |                                                                       |                                                                       |                                                                       |                                                                       |                                                                       | Jeanne-Marguerite de Mollet                                        | Jeanne-Marguerite de Mollet                                        | Jeanne-Marguerite de Mollet                                        | Jeanne-Marguerite de Mollet                                        | Jeanne-Marguerite de Mollet                                        | Jeanne-Marguerite de Mollet                                        |                                                                 |                                                                 | Adrien-David Gohier de Valcourt                                 | Adrien-David Gohier de Valcourt                                 | Adrien-David Gohier de Valcourt                                 | Adrien-David Gohier de Valcourt                                 | Adrien-David Gohier de Valcourt | Adrien-David Gohier de Valcourt |  |  |                                                                                        |                                                                                        |                                                                                        |                                                                                        |                                                                                        |                                                                                        |  |  |  |  |                                                           |                                                           |                                                           |                                                           |                                                           |                                                           |                                                                  |                                                                  |                                                                  |                                                                  |                                                                  |                                                                  |  |  |  |  |  |  |  |  |  |  |                              |                              |                              |                              |                              |                              |  |  |  |  |  |  |
|  |  |  |  |                                                             |                                                             |                                                             |                                                             | Armand-Louis de Mollet Écuyer, contrôleur général des bâtiments du roi au château de Monceaux en 1758 | Armand-Louis de Mollet Écuyer, contrôleur général des bâtiments du roi au château de Monceaux en 1758 | Armand-Louis de Mollet Écuyer, contrôleur général des bâtiments du roi au château de Monceaux en 1758 | Armand-Louis de Mollet Écuyer, contrôleur général des bâtiments du roi au château de Monceaux en 1758 | Armand-Louis de Mollet Écuyer, contrôleur général des bâtiments du roi au château de Monceaux en 1758 | Armand-Louis de Mollet Écuyer, contrôleur général des bâtiments du roi au château de Monceaux en 1758 |                                                                       |                                                                       |                                                                       |                                                                       |                                                                       |                                                                       | Jeanne-Marguerite de Mollet                                        | Jeanne-Marguerite de Mollet                                        | Jeanne-Marguerite de Mollet                                        | Jeanne-Marguerite de Mollet                                        | Jeanne-Marguerite de Mollet                                        | Jeanne-Marguerite de Mollet                                        |                                                                 |                                                                 | Adrien-David Gohier de Valcourt                                 | Adrien-David Gohier de Valcourt                                 | Adrien-David Gohier de Valcourt                                 | Adrien-David Gohier de Valcourt                                 | Adrien-David Gohier de Valcourt | Adrien-David Gohier de Valcourt |  |  |                                                                                        |                                                                                        |                                                                                        |                                                                                        |                                                                                        |                                                                                        |  |  |  |  |                                                           |                                                           |                                                           |                                                           |                                                           |                                                           |                                                                  |                                                                  |                                                                  |                                                                  |                                                                  |                                                                  |  |  |  |  |  |  |  |  |  |  |                              |                              |                              |                              |                              |                              |  |  |  |  |  |  |
|  |  |  |  |                                                             |                                                             |                                                             |                                                             | | | | | | |                                                                       |                                                                       |                                                                       |                                                                       |                                                                       |                                                                       |                                                                    |                                                                    |                                                                    |                                                                    |                                                                    |                                                                    |                                                                 |                                                                 |                                                                 |                                                                 |                                                                 |                                                                 |                                 |                                 |  |  |                                                                                        |                                                                                        |                                                                                        |                                                                                        |                                                                                        |                                                                                        |  |  |  |  |                                                           |                                                           |                                                           |                                                           |                                                           |                                                           |                                                                  |                                                                  |                                                                  |                                                                  |                                                                  |                                                                  |  |  |  |  |  |  |  |  |  |  |                              |                              |                              |                              |                              |                              |  |  |  |  |  |  |
|  |  |  |  |                                                             |                                                             |                                                             |                                                             | Bernard-Claude de Mollet contrôleur général des bâtiments, jardins, arts et manufactures de France    | Bernard-Claude de Mollet contrôleur général des bâtiments, jardins, arts et manufactures de France    | Bernard-Claude de Mollet contrôleur général des bâtiments, jardins, arts et manufactures de France    | Bernard-Claude de Mollet contrôleur général des bâtiments, jardins, arts et manufactures de France    | Bernard-Claude de Mollet contrôleur général des bâtiments, jardins, arts et manufactures de France    | Bernard-Claude de Mollet contrôleur général des bâtiments, jardins, arts et manufactures de France    |                                                                       |                                                                       |                                                                       |                                                                       |                                                                       |                                                                       |                                                                    |                                                                    |                                                                    |                                                                    | Adrienne-Thérèse Gohier de Valcourt                                | Adrienne-Thérèse Gohier de Valcourt                                | Adrienne-Thérèse Gohier de Valcourt                             | Adrienne-Thérèse Gohier de Valcourt                             | Adrienne-Thérèse Gohier de Valcourt                             | Adrienne-Thérèse Gohier de Valcourt                             |                                                                 |                                                                 |                                 |                                 |  |  |                                                                                        |                                                                                        |                                                                                        |                                                                                        |                                                                                        |                                                                                        |  |  |  |  |                                                           |                                                           |                                                           |                                                           |                                                           |                                                           |                                                                  |                                                                  |                                                                  |                                                                  |                                                                  |                                                                  |  |  |  |  |  |  |  |  |  |  |                              |                              |                              |                              |                              |                              |  |  |  |  |  |  |
|  |  |  |  |                                                             |                                                             |                                                             |                                                             | Bernard-Claude de Mollet contrôleur général des bâtiments, jardins, arts et manufactures de France    | Bernard-Claude de Mollet contrôleur général des bâtiments, jardins, arts et manufactures de France    | Bernard-Claude de Mollet contrôleur général des bâtiments, jardins, arts et manufactures de France    | Bernard-Claude de Mollet contrôleur général des bâtiments, jardins, arts et manufactures de France    | Bernard-Claude de Mollet contrôleur général des bâtiments, jardins, arts et manufactures de France    | Bernard-Claude de Mollet contrôleur général des bâtiments, jardins, arts et manufactures de France    |                                                                       |                                                                       |                                                                       |                                                                       |                                                                       |                                                                       |                                                                    |                                                                    |                                                                    |                                                                    | Adrienne-Thérèse Gohier de Valcourt                                | Adrienne-Thérèse Gohier de Valcourt                                | Adrienne-Thérèse Gohier de Valcourt                             | Adrienne-Thérèse Gohier de Valcourt                             | Adrienne-Thérèse Gohier de Valcourt                             | Adrienne-Thérèse Gohier de Valcourt                             |                                                                 |                                                                 |                                 |                                 |  |  |                                                                                        |                                                                                        |                                                                                        |                                                                                        |                                                                                        |                                                                                        |  |  |  |  |                                                           |                                                           |                                                           |                                                           |                                                           |                                                           |                                                                  |                                                                  |                                                                  |                                                                  |                                                                  |                                                                  |  |  |  |  |  |  |  |  |  |  |                              |                              |                              |                              |                              |                              |  |  |  |  |  |  |
|  |  |  |  |                                                             |                                                             |                                                             |                                                             | Louis Mollet mort en 1810 contrôleur général des bâtiments du roi                                     | | | | | |                                                                       |                                                                       |                                                                       |                                                                       |                                                                       |                                                                       |                                                                    |                                                                    |                                                                    |                                                                    |                                                                    |                                                                    |                                                                 |                                                                 |                                                                 |                                                                 |                                                                 |                                                                 |                                 |                                 |  |  |                                                                                        |                                                                                        |                                                                                        |                                                                                        |                                                                                        |                                                                                        |  |  |  |  |                                                           |                                                           |                                                           |                                                           |                                                           |                                                           |                                                                  |                                                                  |                                                                  |                                                                  |                                                                  |                                                                  |  |  |  |  |  |  |  |  |  |  |                              |                              |                              |                              |                              |                              |  |  |  |  |  |  |